# 순천 선암사 일주문
순천 선암사 일주문(仙岩寺一柱門)은 전라남도 순천시 승주읍 죽학리, 선암사에 있는 일주문이다. 1982년 10월 15일 전라남도의 유형문화재 제96호로 지정되었다.

## 개요
조계산 선암사는 백제 성왕 7년(529)에 아도화상이 처음 짓고 비로암이라 하다가, 신라말 도선국사가 선암사라 하였다고 전한다. 선암사 입구에 세워져 속세와 불계의 경계역할을 하는 일주문은 언제 세웠는지 정확히 알지 못하지만 조선시대의 것으로 보인다.
일주문은 9개의 돌계단을 앞에 두고 있으며, 지붕 옆면이 사람 인(人)자 모양인 단순한 맞배지붕집이다. 2개의 기둥을 나란히 세우고, 그 앞뒤로 보조 기둥을 세웠으나 위로부터 30cm 중간에서 보조 기둥을 잘랐다. 이는 기둥 양 옆으로 설치된 담장 때문인 듯 하며, 다른 일주문에서 볼 수 없는 특이한 양식이다. 지붕 처마를 받치면서 장식을 겸하는 공포는 기둥 위와 기둥 사이에 배치된 다포식 건물이다. 기둥과 기둥 사이에 배치되는 공간포를 앞면에 3구, 옆면에 1구씩 두어 공포로 꽉 차 있는 듯하다. 기둥 위에는 용 머리를 조각하여 위엄을 더하였다. 앞면 중앙에 ‘조계산 선암사(曺鷄山 仙巖寺)’라는 현판이 걸려 있다.
선암사 일주문은 임진왜란(1592)과 병자호란(1636)의 전화를 입지 않은 유일한 건물로 조선시대 일주문의 양식을 잘 보전하고 있는 건축물이다.

## 참고 문헌
- 선암사일주문 - 국가유산청 국가유산포털